# Carel Louis van Woelderen
Carel Louis van Woelderen (Velp, 22 juli 1839 - Dieren, 17 februari 1904) was een Nederlandse militair, directeur van de Stoomvaart Maatschappij Zeeland en lid van Provinciale Staten van Zeeland.
Van Woelderen was van 1854 tot 1857 adelborst op het instituut te Willemsoord. Hij klom als beroepsofficier op tot luitenant-ter-zee 1e klas bij de Koninklijke Marine en ging in 1877 uit dienst.
Van 1877 tot 1904 was hij de eerste directeur van de Stoomvaart Maatschappij Zeeland. Ook was hij een der oprichters van de Vlissingse Zeevaartschool. Van 1888 tot 1901 was hij lid van de Provinciale Staten van Zeeland. Van Woelderen was vader van de Vlissingse burgemeester Carel Albert van Woelderen.
Verder bekleedde hij nog andere functies.